# Jan z Jastrzębia
Jan z Jastrzębia (ur. 1390, zm. 1439) – rektor Uniwersytetu Jagiellońskiego w latach 1436–1437.

## Życiorys
Urodził się w 1390 roku. W 1436 roku objął funkcję rektora Uniwersytetu Jagiellońskiego. Funkcję tę przestał pełnić w 1437 roku. Zmarł w 1439 roku.